# Eremochelis fuscellus
Eremochelis fuscellus är en spindeldjursart som beskrevs av Muma 1989. Eremochelis fuscellus ingår i släktet Eremochelis och familjen Eremobatidae. Inga underarter finns listade i Catalogue of Life.